# Kwekersstraat
De Kwekersstraat is een straat in Brugge.

## Beschrijving
De benaming van deze straat heeft een wat grillig parcours doorlopen.
Oorspronkelijk heette ze Zeger van Bellestraat, vermeld in 1302 als Mijnheere Zeghers strate Van Belle. Zeger van Belle was een voorname ingezetene die deelnam aan de Guldensporenslag en een rol speelde in de strijd van de stad Brugge tegen de koning van Frankrijk. De naam bleef tot in de 18de eeuw in gebruik.
In de buurt lag de straat die men de Odevaertstrate of Hovaertstraetkin heette. Die naam kwam van het hoekhuis Het Ovaerdekin in die straat. Maar het huis in kwestie werd in het midden van de 18de eeuw omgedoopt tot Esseboomken en ook de straat werd hiernaar genoemd, de huidige Essenboomstraat. De naam van Ovaerdekin ging over op een huis in de Zeger van Bellestraat en men begon die dan ook volgens de naam van dat huis te situeren. Voortaan kwam de naam Oievaerstraat in gebruik, wat in de Franse tijd Rue des Cygognes werd.
Ook al bleef dit de officiële naam van de straat, de volksmond sprak vanaf het begin van de 19de eeuw overwegend van de Kwekersstraat. In 1936 besliste het stadsbestuur de volksmond gelijk te geven en voortaan werd de straat officieel de Kwekersstraat.
De oorsprong van die kwekers dient te worden gezocht in de richting van de psychiatrische inrichting die in de buurt lag en er patiënten kweekte.
De Kwekersstraat loopt van de Langestraat naar de Konfijtstraat.

## 1917
In de nacht van 16 op 17 oktober 1917 vielen bommen op de Kwekersstraat en de Balsemboomstraat. Ze waren bedoeld voor de ernaast gelegen kazernes. Elf huizen werden verwoest en er vielen zeventien doden.
In de Balsemboomstraat werd een gedenksteen opgericht, met de namen van de slachtoffers.